# Michele Valensise
Michele Valensise (Polistena, 3 aprile 1952) è un diplomatico italiano, segretario generale del Ministero degli affari esteri dal 2012 al 2016.
Consigliere di amministrazione di Astaldi dal 2016, di cui è stato vicepresidente del 2016 al 2020. Consigliere di amministrazione della Tim S.p.A dal 2018, di cui è stato presidente nel 2019, nella transizione da Fulvio Conti a Salvatore Rossi.

## Biografia
Michele Valensise si laurea in giurisprudenza all’Università degli Studi di Roma e, nel 1975, a seguito di concorso pubblico, entra nella carriera diplomatica. È inizialmente assegnato alla Direzione degli Affari Economici, poi, nel 1978, è trasferito all’Ambasciata d’Italia a Brasilia .
Nel 1981, Valensise è a Bonn, all'ambasciata d'Italia presso la Repubblica Federale tedesca; dal 1984 al 1987, durante la guerra civile in Libano, è consigliere a Beirut, con funzioni vicarie di capo missione. Poi capo della segreteria del sottosegretario agli esteri Susanna Agnelli (1987-1991). 
Dal 1991 è primo consigliere a Bruxelles, alla rappresentanza italiana permanente presso l'Unione europea .
Nel 1997, a conclusione della guerra in Bosnia ed Erzegovina è a Sarajevo, con incarico di ambasciatore. Nel 1999 torna alla Farnesina, prima come responsabile dell'ufficio per i rapporti con il Parlamento, presso il gabinetto del ministro Lamberto Dini, e poi come capo di Gabinetto.
Dal 2001 al 2004 è capo del servizio stampa e informazione della Farnesina e portavoce dei ministri degli esteri Renato Ruggiero, Silvio Berlusconi (interim) e Franco Frattini. Dal 2004 al 2009, Valensise è ambasciatore d'Italia in Brasile e, tra il 2009 e il 2012 è ambasciatore d'Italia a Berlino.
Il 29 maggio 2012, Michele Valensise è nominato segretario generale del Ministero degli affari esteri, carica che detiene sino al 4 marzo 2016, quando decide di lasciare l'incarico e lo stesso ministero, per intraprendere nuove esperienze professionali.
Il 18 novembre 2016 su proposta congiunta dei governi italiano e tedesco, Valensise è eletto presidente del Centro italo-tedesco per il dialogo europea Villa Vigoni dall'assemblea dei soci della istituzione. Nel novembre 2020, su nuova proposta dei governi italiano e tedesco è confermato alla presidenza del Centro. Nel gennaio 2025 gli succede l'ambasciatore Luigi Mattiolo.
Da febbraio 2025 Valensise è presidente dell'Istituto Affari Internazionali (IAI).
Vice presidente di Astaldi dal 2016 al 2020. Consigliere di amministrazione della Tim S.p.A dal 2018, di cui è stato presidente nel 2019. Siede nel Consiglio di Amministrazione di Webuild da aprile 2021.
È membro della Fondazione Italia USA e del consiglio direttivo della Società italiana per l'organizzazione internazionale (SIOI).
Editorialista de La Stampa e di Huffington Post.
È sposato con Elena Di Giovanni, manager specializzata in Comunicazione corporate, Public affairs e promozione dei beni culturali.